# Championnat d'Europe masculin de volley-ball 1955
Navigation
France 1951 Tchécoslovaquie 1958
Le 4e championnat d'Europe masculin de volley-ball s'est déroulé du 15 au 26 juin 1955 à Bucarest (Roumanie).

## Équipes présentes
- Albanie
- Autriche
- Belgique
- Bulgarie
- Égypte
- Finlande
- France
- Hongrie
- Italie
- Pologne
- Roumanie
- Tchécoslovaquie
- URSS
- Yougoslavie

## Composition des poules
| Poule A                      | Poule B                                     | Poule C                   | Poule D                 |
| ---------------------------- | ------------------------------------------- | ------------------------- | ----------------------- |
| Albanie Finlande France URSS | Autriche Tchécoslovaquie Égypte Yougoslavie | Belgique Bulgarie Hongrie | Italie Pologne Roumanie |

## Phase préliminaire

### Poule A

#### Classement
| # | Équipe   | Pts | J | G | P | Sp | Sc | Ratio | Pp  | Pc  | Ratio |
| - | -------- | --- | - | - | - | -- | -- | ----- | --- | --- | ----- |
| 1 | URSS     | 6   | 3 | 3 | 0 | 9  | 0  | MAX   | 135 | 60  | 2.25  |
| 2 | France   | 5   | 3 | 2 | 1 | 6  | 3  | 2     | 118 | 74  | 1.595 |
| 3 | Albanie  | 4   | 3 | 1 | 2 | 3  | 7  | 0.429 | 79  | 139 | 0.568 |
| 4 | Finlande | 3   | 3 | 0 | 3 | 1  | 9  | 0.111 | 80  | 139 | 0.576 |

### Poule B

#### Classement
| # | Équipe          | Pts | J | G | P | Sp | Sc | Ratio | Pp  | Pc  | Ratio |
| - | --------------- | --- | - | - | - | -- | -- | ----- | --- | --- | ----- |
| 1 | Tchécoslovaquie | 6   | 3 | 3 | 0 | 9  | 0  | MAX   | 135 | 28  | 4.821 |
| 2 | Yougoslavie     | 5   | 3 | 2 | 1 | 6  | 3  | 2     | 108 | 71  | 1.521 |
| 3 | Égypte          | 4   | 3 | 1 | 2 | 3  | 7  | 0.429 | 74  | 138 | 0.536 |
| 4 | Autriche        | 3   | 3 | 0 | 3 | 1  | 9  | 0.111 | 55  | 146 | 0.377 |

### Poule C

#### Classement
| # | Équipe   | Pts | J | G | P | Sp | Sc | Ratio | Pp  | Pc | Ratio |
| - | -------- | --- | - | - | - | -- | -- | ----- | --- | -- | ----- |
| 1 | Hongrie  | 4   | 2 | 2 | 0 | 6  | 2  | 3     | 111 | 80 | 1.388 |
| 2 | Bulgarie | 3   | 2 | 1 | 1 | 5  | 3  | 1.667 | 104 | 92 | 1.13  |
| 3 | Belgique | 2   | 2 | 0 | 2 | 0  | 6  | 0     | 47  | 90 | 0.522 |

### Poule D

#### Classement
| # | Équipe   | Pts | J | G | P | Sp | Sc | Ratio | Pp  | Pc | Ratio |
| - | -------- | --- | - | - | - | -- | -- | ----- | --- | -- | ----- |
| 1 | Roumanie | 4   | 2 | 2 | 0 | 6  | 2  | 3     | 100 | 87 | 1.149 |
| 2 | Pologne  | 3   | 2 | 1 | 1 | 5  | 3  | 1.667 | 109 | 80 | 1.363 |
| 3 | Italie   | 2   | 2 | 0 | 2 | 0  | 6  | 0     | 48  | 90 | 0.533 |

## Phase finale

### Classement 9 à 14

#### Classement
| #  | Équipe   | Pts | J | G | P | Sp | Sc | Ratio | Pp  | Pc  | Ratio |
| -- | -------- | --- | - | - | - | -- | -- | ----- | --- | --- | ----- |
| 9  | Italie   | 10  | 5 | 5 | 0 | 15 | 5  | 3     | 281 | 192 | 1.464 |
| 10 | Albanie  | 8   | 5 | 3 | 2 | 13 | 8  | 1.625 | 283 | 254 | 1.114 |
| 11 | Finlande | 8   | 5 | 3 | 2 | 12 | 8  | 1.5   | 259 | 229 | 1.131 |
| 12 | Belgique | 8   | 5 | 3 | 2 | 11 | 9  | 1.222 | 252 | 222 | 1.135 |
| 11 | Autriche | 6   | 5 | 1 | 4 | 6  | 14 | 0.429 | 181 | 283 | 0.64  |
| 12 | Égypte   | 5   | 5 | 0 | 5 | 2  | 15 | 0.133 | 165 | 241 | 0.685 |

### Poule 1 à 8

#### Classement
| # | Équipe          | Pts | J | G | P | Sp | Sc | Ratio | Pp  | Pc  | Ratio |
| - | --------------- | --- | - | - | - | -- | -- | ----- | --- | --- | ----- |
| 1 | Tchécoslovaquie | 13  | 7 | 6 | 1 | 20 | 5  | 4     | 351 | 242 | 1.45  |
| 2 | Roumanie        | 12  | 7 | 5 | 2 | 18 | 11 | 1.636 | 384 | 335 | 1.146 |
| 3 | Bulgarie        | 12  | 7 | 5 | 2 | 16 | 12 | 1.333 | 342 | 333 | 1.027 |
| 4 | URSS            | 11  | 7 | 4 | 3 | 16 | 12 | 1.333 | 379 | 343 | 1.105 |
| 5 | Yougoslavie     | 10  | 7 | 3 | 4 | 15 | 16 | 0.938 | 390 | 400 | 0.975 |
| 6 | Pologne         | 10  | 7 | 3 | 4 | 12 | 15 | 0.8   | 315 | 342 | 0.921 |
| 7 | Hongrie         | 9   | 7 | 2 | 5 | 9  | 19 | 0.474 | 315 | 372 | 0.847 |
| 8 | France          | 7   | 7 | 0 | 7 | 5  | 21 | 0.238 | 259 | 368 | 0.704 |

## Palmarès
| Place              | Équipe          |
| ------------------ | --------------- |
| Médaille d'or      | Tchécoslovaquie |
| Médaille d'argent  | Roumanie        |
| Médaille de bronze | Bulgarie        |
| 4                  | URSS            |
| 5                  | Yougoslavie     |
| 6                  | Pologne         |
| 7                  | Hongrie         |
| 8                  | France          |
| 9                  | Italie          |
| 10                 | Albanie         |
| 11                 | Finlande        |
| 12                 | Belgique        |
| 13                 | Autriche        |
| 14                 | Égypte          |